# Erik-Persatjärnen
Erik-Persatjärnen är en sjö i Strömsunds kommun i Jämtland och ingår i Indalsälvens huvudavrinningsområde.